# أبو بكر الخلال
أبو بكر الخلال (235 هـ-311 هـ) هو أبو بكر أحمد بن محمد بن هارون بن يزيد البغدادي يلقب بالخلال، وهو الفقيه التقي العلامة المحدّث شيخ الحنابلة وعالمهم، قام بجمع فقه الإمام أحمد بن حنبل وترتيبه، رحل إلى فارس وإلى الشام والجزيرة طلباً لفقه الإمام أحمد بن حنبل وفتاويه وأجوبته، قال الخطيب البغدادي في تاريخ بغداد: جمع الخلال علوم أحمد وتطلّبها وسافر لأجلها وكتبها وصنّفها كتباً لم يكن أحد أجمع لذلك منه.
وقال عنه الإمام الذهبي: الإمام العلامة الحافظ الفقيه شيخ الحنابلة وعالمهم، رحل إلى فارس وإلى الشام والجزيرة يتطلب فقه الإمام أحمد وفتاويه وأجوبته، وكتب عن الكبار والصغار حتى كتب عن تلامذته، وجمع فأوعى، ولم يكن قبله للإمام مذهب مستقل حتى تتبع هو نصوص أحمد ودونها وبرهنها بعد الثلاث مائة، فرحمه الله.

## شيوخه
تتلمذ على يدي مجموعة من علماء المذهب الحنبلي أمثال:
1. عبد الله بن أحمد بن حنبل
2. صالح بن أحمد بن حنبل
3. أبو بكر المَرُّوذي
4. الحسن بن عرفة
5. سعدان بن نصر
6. حرب بن إسماعيل الكرماني
7. محمد بن عوف الحمصي
8. أبو زُرْعة الدمشقي
9. إسحاق بن سيار النصيبي
10. عبد الملك بن عبد الحميد الميموني
11. إسماعيل بن إسحاق القاضي
12. محمد بن يحيى الكحال

## تلامذته
وكان من أبرز تلامذته:
1. أبو بكر عبد العزيز بن جعفر الفقيه المعروف غلام الخلال
2. أبو الحسين محمد بن المظفر
3. الحسن بن يوسف الصيرفي

## رحلاته
لقد صرف الخلال عنايته إلى جمع مسائل الإمام أحمد بن حنبل، وسافر لأجلها وكتبها عالية ونازلة. فرحل إلى الشام مرتين والتقى في حلب بصالح بن علي النوفلي، والتقى في طرطوس بالفضل بن عبد الصمد الأصفهاني وعمر بن صالح وإسماعيل بن الفضل، وخرج إلى الجزيرة وفارس، والتقى بفارس بيعقوب بن سفيان الفسوي، وخرج إلى كرمان ولقي فيها الحسين بن إسحاق التستري وحرب بن إسماعيل الكرماني وسمع منه ولقي كذلك مكي بن عبدان الكرماني وسمع منه ورحل إلى المصيصة وأنطاكية من ثغور الشام مرتين، والتقى في المرة الثانية بأحمد بن المكين الأنطاكي وخرج إلى مصر.

## مؤلفاته
1. الجامع لعلوم الإمام أحمد: وهو كبير جداً. قال ابن القيم: إنه يتكون من عشرين جزءاً. وقال ابن كثير: لم يصنف في مذهب الإمام أحمد مثله. وقال فؤاد سزكين: إنه المسند من مسائل أحمد بن حنبل.
2. طبقات أصحاب ابن حنبل.
3. العلل.
4. السنّة: في ثلاث مجلدات.
5. الأمر بالمعروف والنهي عن المنكر.
6. العلم وتفسير الغريب والأدب.
7. أخلاق أحمد.
8. الحث على التجارة والصناعة.
9. القراءة عند القبور.مطبوع